# Шерешевский, Пётр Юрьевич
Пётр Ю́рьевич Шереше́вский (род. 29 мая 1972, Ленинград) — российский режиссёр театра и кино, сценарист, драматург, прозаик. Главный режиссёр Московского театра юного зрителя с декабря 2023 года.

## Биография
В 1996 году окончил Санкт-Петербургскую академию театрального искусства по кафедре режиссуры (мастерская профессора И. Б. Малочевской). В 1997—1999 годах работал режиссёром в Театре имени В. Ф. Комиссаржевской (Санкт-Петербург).
В 2010—2011 годах — главный режиссёр Новокузнецкого драматического театра.
В 2014—2016 годах — главный режиссёр Государственного русского драматического театра Удмуртии (Ижевск)
С февраля 2015 года — главный режиссёр Камерного театра Малыщицкого (Санкт-Петербург).
Одиннадцать раз номинировался на высшую театральную премию России «Золотая маска» со спектаклями из разных городов России.
В декабре 2023 года назначен главным режиссёром Московского театра юного зрителя.
Женат, имеет сына и дочь.

## Театральные постановки
Учебный театр «На Моховой» (Санкт-Петербург)
- 1995 — «И нет рабам рая» собственная инсценировка по роману Г. Кановича

Театр «Балтийский дом» (Санкт-Петербург)
- 1996 — «Дульсинея Тобосская» А. Володина (дипломная работа)
- 1997 — «Моцарт и Сальери» по трагедии А. Пушкина
- 1997 — «Каменный гость» по трагедии А. Пушкина
- 2004 — «В гостях у порока» Э. Халле, С. Радлова
- 2005 — «Ленинградский вальс» — спектакль к 60-летию Победы по песням А. Дольского

Театр на Литейном (Санкт-Петербург)
- 1996 — «Овечка» Н. Птушкиной

Санкт-Петербургский театр «Русская антреприза» имени Андрея Миронова
- 1997 — «Чудаки» М. Горького

Драматический театр имени В. Ф. Комиссаржевской (Санкт-Петербург)
- 1997 — «Козий остров» У. Бетти
- 1999 — «Самоубийца» Н. Эрдмана
- 2003 — «Страхи царя Соломона» собственная инсценировка по роману Э. Ажара (Р. Гари)

Театр «Приют Комедианта» (Санкт-Петербург)
- 1998 — «Собачий вальс» Л. Андреева
- 2000 — «Вечный муж» собственная инсценировка по рассказу Ф. Достоевского
- 2022 — «Идиот» пьеса Семена Саксеева по роману Ф. Достоевского

Камерный Театр Малыщицкого (Санкт-Петербург)
- 2014 — «Конформист» по одноименному роману А. Моравиа
- 2015 — «Железные двери» по собственной пьесе
- 2016 — «Гамлет.eXistenZ» по пьесе У. Шекспирa
- 2016 — «Обыкновенное чудо» Е. Шварцa
- 2017 — «Глаза дня (Мата Хари)» Е. Греминой
- 2018 — «Замок» по роману Ф. Кафки
- 2018 — «Киллер Джо» Т. Леттса
- 2019 — «Чайка» А. Чехова
- 2020 — «Дания тюрьма» А. Волошиной
- 2020 — «Герб города Эн» С. Баженовой
- 2021 — «Дон Хиль, зеленые штаны» С. Саксеев и Ко. (По одноименной пьесе Тирсо де Молина)
- 2022 — «Сирены Титана» по Курту Воннегуту.

Самарский театр драмы имени М. Горького
- 2000 — «Чудаки» М. Горького

Новосибирский драматический театр «Красный факел»
- 2001 — «Последняя любовь Дон Жуана» Э.-Э. Шмитта
- 2002 — «Утиная охота» А. Вампилова
- 2012 — «Человек, животное, добродетель» Л. Пиранделло
- 2021 — «Тайм-аут» М. Крапивиной

Воронежский Камерный театр
- 2003 — «Журавль» — собственная инсценировка по рассказам А. Чехова

Одесская антреприза
- 2004 — «Особо женатый таксист» по пьесе «Слишком женатый таксист» Р. Куни

Омский театр драмы
- 2006 — «Последний пылкий влюблённый» Н. Саймона

Традиционный Авторский театр (Санкт-Петербург)
- 2007 — «Как ты belle…» по собственной пьесе
- 2012 — «Не отпускай меня» по произведениям Кадзуо Исигуро

Новокузнецкий драматический театр
- 2009 — «Дуэль» по рассказу А. Чехова
- 2010 — «Старший сын» А. Вампилова
- 2010 — «Зойкина квартира» М. Булгакова
- 2011 — «Бродвей» по сценарию Вуди Аллену
- 2012 — «Откровенные полароидные снимки» М. Равенхилла
- 2014 — «Иванов» А. Чехова
- 2015 — «Господа Головлёвы» по роману М. Салтыков-Щедрин
- 2016 — «Безумный день или Женитьба Фигаро» П. Бомарше
- 2018 — «Вишнёвый сад» А. Чехова
- 2022 — «Макбет» У. Шекспир
- 2024 — «Профессор Сторицын» Л. Андреева

Театр имени Ленсовета (Санкт-Петербург)
- 2010 — «Америка 2» Б. Србляновича
- 2013 — «Август, графство Осейдж» по сценарию Трейси Леттсa

Челябинский театр драмы имени Наума Орлова
- 2011 — «Нина в стране снов» по пьесе А. Толстого «Насильники»

Алтайский краевой театр драмы имени В. М. Шукшина
- 2012 — «Три сестры» А. Чехова

Тюменский драматический театр
- 2013 — «Дни Турбиных» М. Булгакова

Театр «Мастеровые» (Набережные Челны)
- 2013 — «Васса» по пьесе М. Горького «Васса Железнова», первая редакция 1910-го года
- 2017 — «Фантазии Фарятьева» А. Соколовой

Государственный русский драматический театр Удмуртии (Ижевск)
- 2013 — «Вечера на хуторе близ Диканьки», собственная пьеса по одноименной повести Н. Гоголя
- 2014 — «Маленькие трагедии» по трагедиям А. Пушкина
- 2015 — «Прянички» по собственной пьесе
- 2015 — «Слуга двух господ» К. Гольдони
- 2017 — «Король Лир» У. Шекспирa
- 2019 — «Визит старой дамы» Ф. Дюрренматта

Русский драматический театр республики Башкортостан (Уфа)
- 2014 — «Отцы и дети» по роману И. Тургеневa

Норильский Заполярный театр драмы имени Вл. Маяковского
- 2016 — «Дядя Ваня» А. Чехова
- 2019 — «Женитьба» Н. Гоголя

Серовский театр драмы имени А. П. Чехова
- 2017 — «Сучилища» А. Иванова

Псковский театр драмы имени А. С. Пушкина
- 2019 — «Ревизор» Н. Гоголя
- 2020 — «Село Степанчиково и его обитатели» по повести Ф. Достоевского

Teatrul Nottara, Бухарест
- 2019 — «Женитьба» Н. Гоголя

Сахалинский международный театральный центр имени А. П. Чехова
- 2019 — «Экстремалы» Ф. Шмидт
- 2021 — «Атилла» по пьесе Е. Замятина

Театр «Драма номер три» (Каменск-Уральский)
- 2020 — «эМЖе» по пьесе И. Тургеневa «Месяц в деревне»

Нижнетагильский драматический театр имени Д. Мамина-Сибиряка
- 2020 — «Молоко» по одноимённой пьесе Е. Мавроматис

Театр драмы Республики Карелия «Творческая Мастерская»
- 2020 — «ПетерБУРГ» по роману А. Белого «Петербург»

Казанский ТЮЗ
- 2021 — «Тень» по пьесе Е. Шварца

Московский еврейский театр «Шалом»
- 2022 — «Исход» по пьесе Полины Бородиной

МТЮЗ (Московский театр юного зрителя)
- 2022 — «Мария Стюарт» по пьесе Фридриха Шиллера
- 2023 — «Ромео и Джульетта. Вариации и коментарии.» по материалу Семёна Саксеева
- 2024 — «Медовый месяц» в «Кукольном доме» по пьесе «Кукольный дом» Генрика Ибсена

Театр «Суббота» (Санкт-Петербург)
- 2022 — «Опера Нищего» по пьесе Семёна Саксеева по мотивам пьесы Джона Гея.

Омский академический театр драмы
- 2023 — «Небо позднего августа» по пьесам «Переспать с Леной и умереть» Тони Яблочкиной, «Как я простил прапорщика Кувшинова» Ивана Антонова, «Небо позднего августа» Игоря Яковлева.

МХТ им. А. П. Чехова (Москва)
- 2023 — «Маскарад с закрытыми глазами» по пьесе Семёна Саксеева по мотивам пьесы М. Ю. Лермонтова «Маскарад» и повести А. Шницлера «Новелла о снах»

Театр Наций (Москва)
- 2023 — «Борис Годунов. Сны» по мотивам драмы Александра Пушкина

## Радиопостановки на «Радио Петербург»
- 2006 — «Дуэль» — по рассказу А. Чехова
- 2005 — «Петербург» — по роману А. Белого

## Фильмография
- 2009 — «Прянички» — сценарист, режиссёр (совместное производство «Корсафильм», «Ленфильм», «Бармалей»)

## Избранные сочинения
повести
- 1998 — Как ты belle…
- 2000 — Вчера или шестое доказательство существования Деда Мороза
- 2001 — Диоскур
- 2003 — Прянички
- 2006 — Пирсинг
- 2007 — Блямс или Трёхмерные Миккимаусы

пьесы (некоторые опубликованы под псевдонимом Семён Саксеев)
- 2014 — Железные двери

инсценировки
- «И нет рабам рая» (1995) — по роману Г. Кановича
- «Вечный муж» (2000) — по рассказу Ф. Достоевского
- «Журавль» (2003) — по рассказам А. Чехова; спектакли по этой инсценировке поставлены в Русском драматическом театре (2006, Вильнюс) и Магнитогорском драматическом театре (2007; оба — режиссёр Г. Цхвирава)
- «Страхи царя Соломона» (2003) — по роману Э. Ажара (Р. Гари)
- «Удушье» (2005) — по роману Ч. Паланика

## Награды и профессиональные премии
- вторая премия на конкурсе молодой петербургской драматургии (2000) — за пьесу «Вчера, или шестое доказательство существования Деда Мороза»;
- приз «Лучший спектакль года» (Одесса, 2004) — за спектакль «Особо женатый таксист»;
- победитель фестиваля «Кузбасс театральный» (2011) в номинациях «Лучший спектакль», «Лучшая режиссура» — спектакль «Дуэль» (победа присуждена также исполнителю в номинации «Лучшая мужская роль», специальный приз жюри вручён за женскую роль);
- победитель петербургского этапа фестиваля «Монокль» 2013 года — спектакль «Не отпускай меня»;
- лауреат Второй премии международного этапа фестиваля «Монокль» в 2013 году — спектакль «Не отпускай меня»[10];
- победитель фестиваля «Мост дружбы» 2014 (Йошкар-Ола) в номинациях «Лучшая режиссура», «Лучшая сценография», «Лучшая мужская роль» — спектакль «Васса» театра «Мастеровые»;
- участник внеконкурсной программы «Маска Плюс» национальной премии «Золотая маска» (2015) — спектакль «Иванов» Новокузнецкого театра[11];
- лауреат высшей театральной премии Санкт-Петербурга «Золотой софит» (2015) в номинации лучшая работа режиссёра в негосударственном театре и номинант в номинации лучший спектакль в негосударственном театре — спектакль «Конформист» Камерного Театра Малыщицкого;
- номинант высшей театральной премии России «Золотая маска» (2016) в четырёх номинациях: лучший спектакль большой формы, лучшая режиссура, лучшая работа художника (Елена Сорочайкина), лучшая мужская роль (Юрий Малашин) — Спектакль «Маленькие трагедии» Государственный русский драматический театр Удмуртии[12];
- лауреат Красноярского краевого фестиваля «Театральная весна» (2017) в номинации «Лучшая премьера сезона в драматическом театре (большая форма)» — спектакль «Дядя Ваня» Норильского Заполярного театра драмы имени Вл. Маяковского[13];
- номинант высшей театральной премии России «Золотая маска» (2017) в семи номинациях: лучший спектакль большой формы, лучшая режиссура, лучшая работа художника (Фемистокл Атмадзас), художник по свету (Александр Рязанцев), лучшая мужская роль (Сергей Ребрий), лучшая мужская роль (Денис Ганин), лучшая женская роль (Маргарита Ильичева) — спектакль «Дядя Ваня» Норильского Заполярного театра драмы имени Вл. Маяковского[14];
- номинант высшей театральной премии России «Золотая маска» (2018) в шести номинациях: лучший спектакль малой формы, лучшая режиссура, лучшая работа художника по костюмам (Алексей Унесихин), лучшая мужская роль (Кирилл Имеров), лучшая женская роль (Карина Пестова), лучшая работа драматурга (Андрей Иванов) — спектакль «Сучилища» Серовского театра драмы имени А. Чехова[15];
- номинант высшей театральной премии России «Золотая маска» (2019) в шести номинациях: лучший спектакль большой формы, лучшая режиссура, лучшая работа художника (Александ Мохов, Мария Лукка), лучшая работа художника по свету (Александр Рязанцев), лучшая мужская роль (Николай Ротов), лучшая мужская роль второго плана (Игорь Василевский) — спектакль «Король Лир» Государственного русского драматического театра Удмуртии[16];
- номинант высшей театральной премии России «Золотая маска» (2020) в пяти номинациях: «Лучший спектакль большой формы», «Лучшая работа режиссёра», «Лучшая мужская роль» (Евгений Терских), «Лучшая мужская роль второго плана» (Виктор Яковлев), «Лучшая женская роль второго плана» (Дарья Чураева — лауреат) — спектакль «Ревизор» Псковский академический театр драмы имени А. С. Пушкина[17];
- лауреат VI фестиваля-конкурса «Ново-Сибирский транзит» (2021) в номинации «Лучшая работа режиссёра» и лауреат премии молодёжного жюри — спектакль «Экстремалы» Сахалинский международный театральный центр имени А. П. Чехова[18];
- номинант высшей театральной премии России «Золотая маска» (2021) в пяти номинациях: «Лучший спектакль малой формы», «Лучшая работа режиссёра», «Лучшая работа художника» (Надежда Лопардина), «Лучшая женская роль» (Анна Антонова — лауреат), «Лучшая женская роль второго плана» (Наталья Красилова) — спектакль «Экстремалы» Сахалинский международный театральный центр имени А. П. Чехова[19];
- гран-при V Международного фестиваля русской классической драматургии «Горячее сердце» (2021) — спектакль «Чайка» Камерного театра Малыщицкого[20];
- специальный приз жюри Конкурса и Фестиваля «Браво!» (2021) за новый режиссёрский взгляд и раскрытие творческого потенциала труппы в спектакле «Молоко» Нижнетагильского драматического театра имени Д. Мамина-Сибиряка[21];
- номинант высшей театральной премии России «Золотая маска» (2022) в семи номинациях: лучший спектакль большой формы, лучшая работа режиссёра, лучшая работа художника (Александ Мохов, Мария Лукка), лучшая работа драматурга (Марина Крапивина), лучшая женская роль (Ирина Кривонос), лучшая мужская роль второго плана (Денис Ганин), лучшая женская роль второго плана (Юлия Новикова) — спектакль «Тайм-Аут» Новосибирского драматического театра «Красный факел»[22];
- номинант высшей театральной премии России «Золотая маска» (2022) в пяти номинациях: лучший спектакль малой формы, лучшая режиссура, лучшая работа драматурга (Ася Волошина), лучшая женская роль (Полина Диндиенко), лучшая мужская роль (Александр Худяков) — спектакль «Дания Тюрьма» Камерного Театра Малыщицкого (Санкт-Петербург)[22];
- лауреат театральной премии Министерства культуры Республики Татарстан «Тантана» (2022) в номинации «Лучший спектакль малой формы» — спектакль «Тень» Казанского ТЮЗа[23]
- номинант высшей театральной премии России «Золотая маска» (2023) в двух номинациях: лучший спектакль большой формы, лучшая мужская роль (Александр Агеев) — Спектакль «Атилла» Сахалинский международный театральный центр имени А. П. Чехова[24]
- номинант высшей театральной премии России «Золотая маска» (2023) в пяти номинациях: лучший спектакль большой формы, лучшая женская роль (Виктория Верберг), лучшая женская роль (София Сливина), лучшая мужская роль второго плана (Илья Шляга), лучшая мужская роль второго плана (Сергей Погосян) — спектакль «Мария Стюарт» МТЮЗ (Московский театр юного зрителя)[25]
- номинант высшей театральной премии России «Золотая маска» (2023) в четырёх номинациях: лучший спектакль большой формы, лучшая женская роль (Илона Литвиненко), лучшая мужская роль (Андрей Ковзель), лучшая работа художника (Анвар Гумаров) — спектакль «Макбет» Новокузнецкий драматический театр[25]